# Сохоцино-Праґа
Сохоцино-Праґа (пол. Sochocino-Praga) — село в Польщі, у гміні Бульково Плоцького повіту Мазовецького воєводства.
Населення — 205 осіб (2011).
У 1975-1998 роках село належало до Плоцького воєводства.

## Демографія
Демографічна структура станом на 31 березня 2011 року:
|          | Загалом | Допрацездатний вік | Працездатний вік | Постпрацездатний вік |
| -------- | ------- | ------------------ | ---------------- | -------------------- |
| Чоловіки | 99      | 29                 | 62               | 8                    |
| Жінки    | 106     | 22                 | 62               | 22                   |
| Разом    | 205     | 51                 | 124              | 30                   |